# Montreal AAA Winged Wheelers
Le Montreal Amateur Athletic Association Winged Wheelers ou MAAA Winged Wheelers, appelé à l'origine Montreal Football Club, est une ancienne équipe de football canadien basée à Montréal au Québec (Canada). Ils ont été membres de la Quebec Rugby Football Union (QRFU) de 1883 à 1906 et de l'Interprovincial Rugby Football Union (IRFU) de 1907 à 1935. Le club a remporté l'édition initiale du Championnat du Dominion, l'ancêtre de la coupe Grey, en 1884. Il l'a de nouveau remporté en 1907, puis est devenu champion de la coupe Grey en 1931.

## Histoire

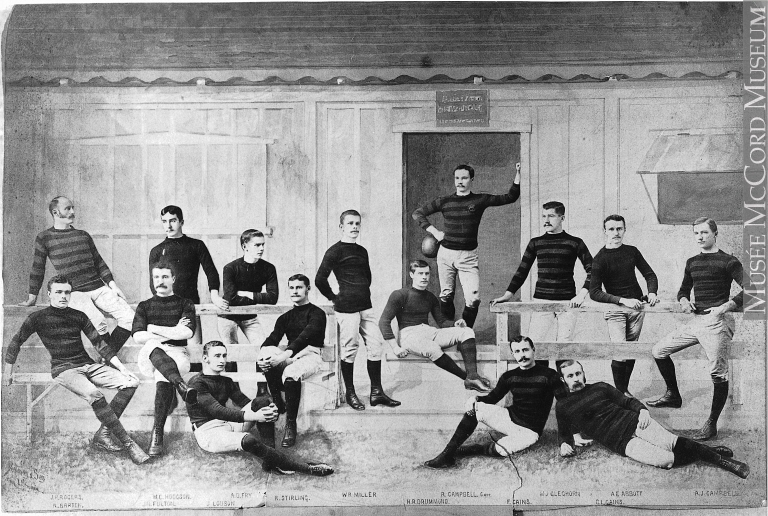
Le Montreal Football Club en 1884

Le Montreal Foot Ball Club a été fondé le 8 avril 1872 dans une des pièces de la Salle des Artisans (Mechanic's Hall) de Montréal. Son premier match a été disputé le 12 octobre suivant à l'Esplanade de Québec contre une équipe de cette ville,. Un match retour a été disputé le 26 octobre sur le terrain de cricket de la rue Sainte-Catherine, quoique un autre journal annonce plutôt que c'était sur le terrain de crosse de la rue Sherbrooke ; les deux affrontements se sont terminés par un pointage nul de 0-0.
Dès 1873 le club met en jeu une coupe (« challenge cup ») à disputer avec d'autres club de la province. Les Montréalais remportent la première édition.
En 1881, le Montreal Football Club dispute une série de challenges contre un club de Québec, puis contre le club Britannia de Montréal et le Collège militaire royal de Kingston. La saison 1882 est similaire et le club Britannia est vainqueur les deux saisons. En 1883 le club fait partie des membres-fondateurs de la Quebec Rugby Football Union. Au cours de l'existence de la QRFU, le Montreal Football Club est de loin l'équipe la plus titrée de la ligue : non seulement elle est la seule à prendre part à toutes les saisons entre 1883 et 1906, mais elle remporte 12 championnats sur 24 dont 7 consécutifs. Elle est cependant moins dominante à partir de 1896, ne remportant qu'un championnat dans les 11 dernières années d'opération de la QRFU.

### Affiliation à laMontreal Amateur Athletic Association
En mars 1885, les dirigeants du Montreal Football Club s'associent à la Montreal Amateur Athletic Association ou MAAA, le plus important regroupement de clubs sportifs et récréatifs montréalais de l'époque,. La MAAA administrait également des clubs compétitifs de crosse, de hockey sur glace, de baseball, de raquette et de cyclisme, entre autres. Le club est cependant toujours appelé Montreal Football Club, et cela jusqu'au début du XXe siècle. Les journaux commencent en effet à identifier le club comme « les M.A.A.A. » vers 1912,. Le surnom de Winged Wheelers, faisant référence au dessin d'une roue ailée qui est l'emblème du MAAA, leur est également attribué vers la même époque.

### Dans la QRFU

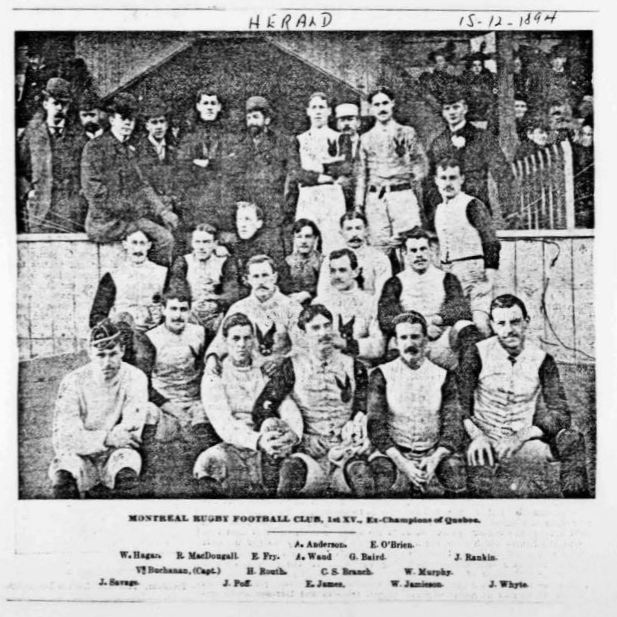
Le Montreal AAA Football Club en 1894

Le club de Montréal a fait partie de la QRFU durant les 24 saisons où cette ligue a existé entre 1883 et 1906, la seule équipe à avoir ce palmarès. Les premières années, l'opposition est faible puisque le Montreal Football Club ne perd aucun match de saison régulière avant 1890. Le club remporte l'édition inaugurale du Championnat du Dominion en 1884, lorsqu'il défait les Argonauts de Toronto par 30-0. L'admission dans la ligue de clubs de la région d'Ottawa en Ontario à partir de 1894 amène une opposition plus sérieuse au club montréalais. Celui-ci ne remporte plus que rarement la première position de la QRFU.

### Dans l'IRFU
Les quatre plus forts clubs de l'Est du Canada se regroupent dans un nouveau circuit, l'Interprovincial Rugby Football Union, en 1907. Montréal en fait partie et remporte le championnat de la saison inaugurale. Il remporte la même année son second championnat du Dominion en battant facilement le champion de l'ORFU Peterborough par 71 à 10. Cependant, malgré ce succès initial, les résultats sportifs globaux du club sont décevants : des quatre équipes de l'IRFU, le club montréalais est de loin le plus faible avec un taux de victoires de 0,336. Des 26 saisons passées dans l'IRFU, les Winged Wheelers n'ont connu que 7 saisons gagnantes (plus de victoires que de défaites). La plus notable exception à ce palmarès est la saison 1931, durant laquelle le club connaît une saison parfaite (six victoires, aucune défaite) et, mené par le quart-arrière américain Warren Stevens, remporte la coupe Grey par 22-0 contre les Roughriders de Regina. Il s'agit de la première fois que la coupe est remportée par une équipe qui n'est pas de l'Ontario. Stevens lance la première passe de touché de l'histoire de la coupe Grey; la passe avant n'était autorisée que pour la seconde fois dans une finale de la coupe Grey. Il s'agit cependant de l'unique saison de Stevens avec les Winged Wheelers.

### Séparation duMontreal Football Clubet de la MAAA
En juin 1932 la Montreal Amateur Athletic Association (MAAA) annonce que le Montreal Football Club ne sera plus associé avec elle et qu'il opérera désormais comme une organisation indépendante. Les principales raisons pour cette décision après 47 ans d'affiliation sont que le club de football opérait depuis quelques années de façon autonome avec peu de contrôle exercé par la MAAA, sous la direction de James C. Riddell qui était le principal bailleur de fonds du club. De plus le club essuyait régulièrement des pertes financières que la MAAA ne voulait plus assumer. Il est par ailleurs entendu que le club continuera à louer le terrain de la MAAA pour ses entraînements, mais jouera ses matchs au stade Percival-Molson.

### Disparition
Sur un fond de difficultés financières, et après  une saison 1935 désastreuse, le président Jimmy Riddell et l'entraîneur Clary Foran démissionnent fin mai 1936 et un nouvel exécutif dirigé par John M. Pritchard est nommé le 4 juin suivant. L'entité propriétaire de l'équipe s'appelle toujours le Montreal Football Club, mais les nouveaux propriétaires abandonnent le nom Winged Wheelers en faveur de celui des Indians.

## Couleurs

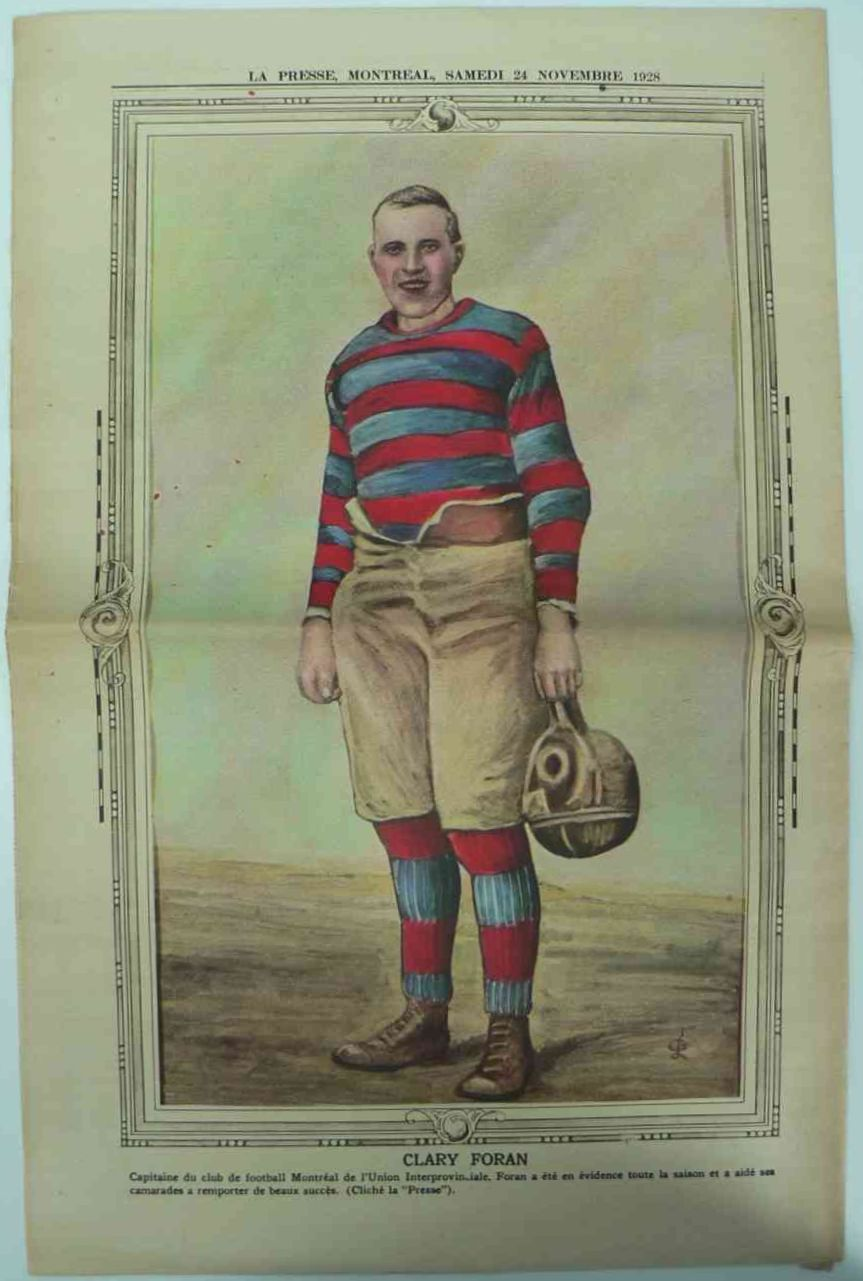
Clary Foran, capitaine des Winged Wheelers en 1928. Il est aussi entraîneur-chef pendant plusieurs saisons.

Les informations précises sont peu nombreuses quant aux couleurs et motifs des uniformes du club. Dans les premières années, les journaux parlent des « rouge et noir », au moins jusqu'en 1906. En 1911 on mentionne qu'ils sont en rouge et bleu,. Une photo de 1928 montre un chandail et des bas faits de bandes horizontales rouges et bleues.

## Joueurs notables
Note : il n'y avait pas dans l'IRFU de trophées individuels avant 1928 ni d'équipes d'étoiles avant 1932. Les joueurs ayant évolué avant ces dates sont donc sous-représentés.
- Gordon Perry (en) : Trophée Jeff-Russel (1931) ; équipe d'étoiles de l'IRFU (1932)[33]
- Hal Baysinger : équipe d'étoiles de l'IRFU (1932)[33]
- Lewis Newton : équipe d'étoiles de l'IRFU (1932[33], 1933[34], 1934[35])
- Pete Jotkus : équipe d'étoiles de l'IRFU (1932[33], 1933[34], 1934[35], 1935[36])
- Henri Garbarino (en) : équipe d'étoiles de l'IRFU (1932)[33]
- Carl Perina : équipe d'étoiles de l'IRFU (1933)[34]
- Huck Welch (en) : Trophée Jeff-Russel (1933) ; équipe d'étoiles de l'IRFU (1933[34], 1934[35])
- Bert Adams : équipe d'étoiles de l'IRFU (1933)[34]
- George Pigeon : équipe d'étoiles de l'IRFU (1934[35], 1935[36])
- Pat Ryan : équipe d'étoiles de l'IRFU (1935)[36]
- Len Hutton (en) : équipe d'étoiles de l'IRFU (1935[36])

## Liste des entraîneurs-chefs
- Chaucer Elliott (1907-1911)
- J.P. Nicholson (c. 1925)[37]
- Clarence Edgar (Clary) Foran (1927, 1931-1936)[38],[27]
- Wilfred Perry (Billy) Hughes (1919-1922 et 1928-1930)[39],[38]

## Liste des présidents du club
- Philip Mackenzie (?)[40]
- E. Whitehead (c. 1874)[41]
- A.G.B. Claxton (18??-?)[42]
- Arthur Fry (1894-?)[43]
- John F. Savage (1901-?)[44]
- A.C. Jack (1903-?)[45]
- Walter Molson (1910-?)[46]
- Ken Barwick (1926-?)[47]
- R.H. Gunn (c. 1929)[48]
- J.C. (Jimmy) Riddell (1928-1936)[49]